# 香港回歸
1997年7月1日，香港由英国依據1984年《中英聯合聲明》交还中华人民共和国，香港特別行政區同時成立，史稱「香港回歸」，或稱「香港主权移交」、「香港移交」（英語：Handover of Hong Kong）等。雙方代表團出席了交接儀式。此為1842年清朝政府自鴉片戰爭後與英國簽訂《南京條約》割讓香港以來，經歷二戰日本佔領香港及香港重光後，香港政权及治權方再一次變更。

## 名稱
第二次世界大戰結束後，當時的中华民国国民政府及在後來成立的中华人民共和国執政的中国共产党均有提出「收回香港」的表述（粵語：收返香港），此表述的動作主體為中國，是直到1990年代中期為止在中國大陸、臺灣、香港的主流表述。「香港回歸」表述的動作主體為香港，在1983至1984年中英談判時，僅有少數親中派政治人物、法律學者和報章使用，最晚於1997年年初普及成為主流用語。
今日學界尤其國際法學者亦多用「香港主权移交」術語（英語：Transfer of sovereignty over Hong Kong）。不過自1980年代中英談判以來，中華人民共和國談判團對《南京條約》條文重新解讀，主張清政府雖然因為香港割讓而「沒有行使主權」，但不認為香港主權因此而移交到英國手上，既然英國沒有獲得主權，邏輯上就無法把主權移交回中國。在《中英聯合聲明》的雙方措辭均迴避「是否有移交主權」，中方聲明「对香港恢復行使主权」（英語：Resume the exercise of sovereignty over Hong Kong），而英方聲明「將香港交還給中華人民共和國」（英語：Restore Hong Kong to the People's Republic of China）。中华人民共和国官方不承认“香港主权移交”为“香港回归”的表述用词。另外，英語界則至今常用「香港移交」（英語：Handover of Hong Kong）一詞。

## 歷史背景

### 割讓香港
清政府割讓香港前，香港屬廣東省廣州府新安縣南部。英國外務大臣彭瑪斯頓勳爵認為英僑繳出鴉片，無異被迫納贖命金（英僑其實並無生命危險），因此要求清政府與英國訂立貿易條約，以平等地位通商，或割讓一個小島給英國，使英僑能在其國家蔭庇下，安居樂業:319。為爭取上述要求，英國顯示實力，派遣遠征軍於1840年6月（清道光二十年）開抵中国沿海地区，遂爆發第一次鴉片戰爭:319。雙方且談且戰，直至1841年1月20日義律與琦善達成協議:319。林則徐在雙方初步談判失敗後遭撤職，由琦善接任欽差大臣:319。1841年1月20日，雙方簽訂《穿鼻草約》，清政府割讓香港島給英國；英國海軍於1841年1月26日在水坑口登陸升旗，香港島正式成為英國屬土:319。
是年6月，義律分段出售土地，香港開始有移民居留:319。兩國政府均不承認《穿鼻草約》；清政府認為割地是奇恥大辱，舉國震怒，清廷遂撤琦善職，解京查辦；英國方面，外交大臣彭瑪斯頓勳爵也大表不滿，認為香港是「一個杳無人煙的荒蕪小島」，不足以代替通商條約:319。彭瑪斯頓勳爵嚴厲譴責義律漠視他的訓令，召回義律，另派砵甸乍爵士接任；1841年8月，砵甸乍爵士抵達香港，決心以武力解決問題，一年後揮軍溯長江而上，直逼南京:319-320。威脅京杭大運河。雙方終於在1842年8月29日（清道光二十二年七月二十四日）訂立《南京條約》，戰事始告平息:320。其時英國維新黨政府下台，新上任的保守黨外務大臣阿巴甸勳爵於1841年修改給砵甸乍爵士發出新訓令，撤回割地要求；砵甸乍爵士於冬天停戰時返抵香港，對香港發展甚為滿意，在訂立《南京條約》時，違背英廷訓令，不僅訂立通商條約，還要求割讓香港:320。清政府並須開放廣州等5個地點為通商口岸；該通商條約其後併入1843年10月締訂之《虎門善後條約》內，容許華人自由到香港經商:320。
中英對前訂條約詮釋各執一辭，清軍水師登上英艇「亞羅」號搜捕海盜，因而發生衝突，引發英法聯軍之役，1858年《天津條約》簽訂，英國得派遣外交代表到清朝，戰事暫告平息:320。第一任使節為香港首任布政司布魯司爵士，他奉命前往北京呈遞國書，但途經大沽突遭炮轟，於是1859年至1860年間，戰火再起；英軍擬保留九龍半島駐防，經英國駐廣州領事白加士爵士與兩廣總督交涉後，獲得九龍半島南端（北至界限街）連同昂船洲之租借權:320。1860年，戰爭結束，訂立《北京條約》，九龍半島正式割讓予英國:320。
1895年甲午戰爭結束後，曾為清政府說項的德國、法國、俄國更有藉口提出租地要求；其後局勢緊張，英國認為如要防衞香港島，必須取得鄰近土地的控制權:320。根據1898年6月9日在北京簽訂《展拓香港界址專條》，清政府同意租借九龍界限街以北直至深圳河的新界地域，以及235個島嶼予英國，為期99年；英國此舉僅在針對法俄兩國，而非對付清朝:320。清政府保留九龍寨城之行政權力，仍有權使用九龍城碼頭，「惟不得與保衛香港之武備有所妨礙」；1899年12月27日，英國君主會同樞密院議決撤銷這項條款，由英國單方面接管九龍城:320。在此之前，英國人已於1899年4月接管新界，接管初期尚有零星反抗，但後來終告停止，新界遂成為香港一部分，但與市區分開管理:320。

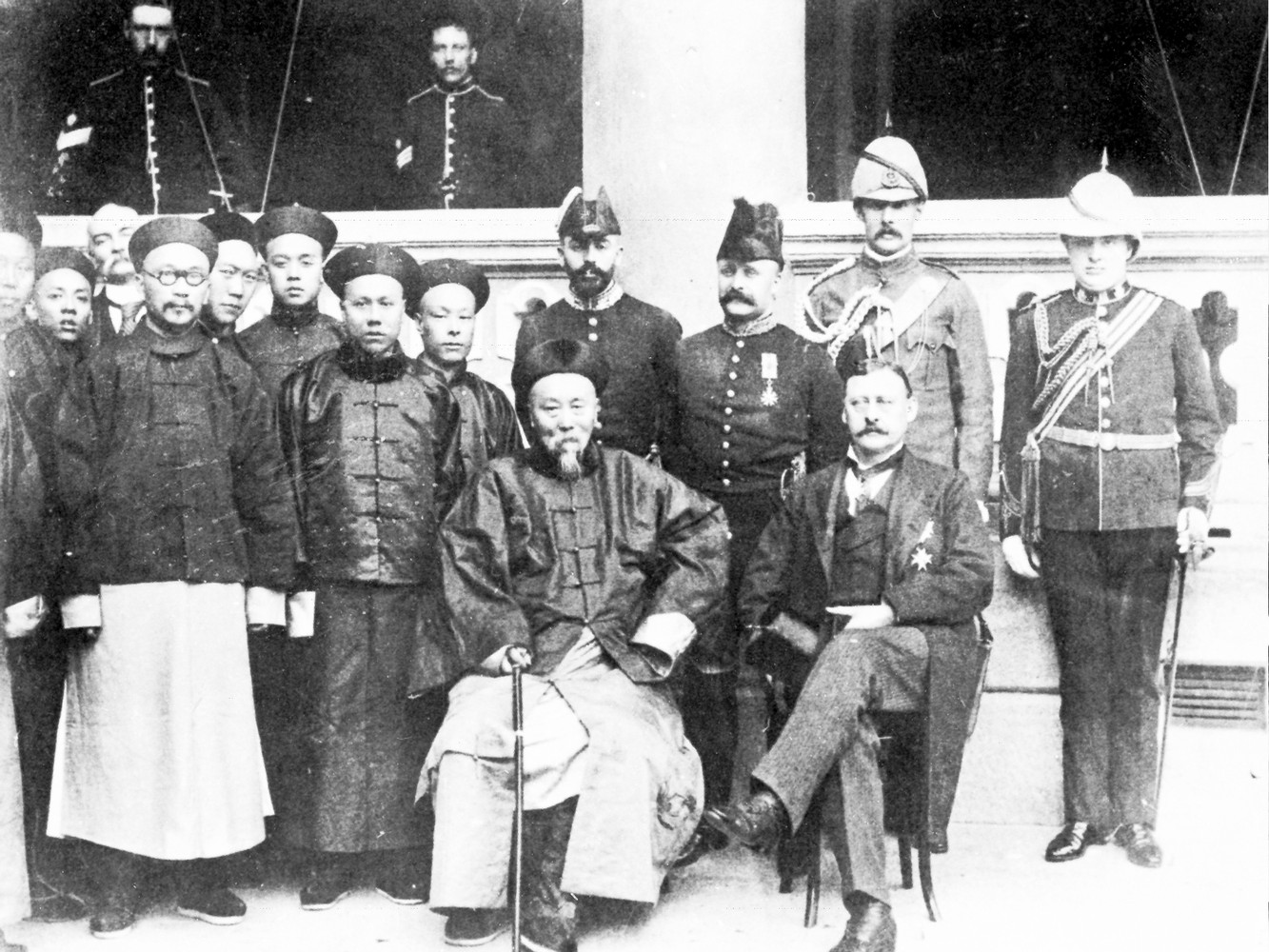
租借香港新界予英國的條約由李鴻章簽字。本圖攝於1900年1月15日，兩廣總督李鴻章船經香港與香港總督卜力合影。

### 第二次世界大戰
第一次世界大戰中的香港本土未受攻擊。1941年12月7日，日本偷襲珍珠港，對英美宣戰。同時日軍進攻香港，取道中國大陸出師:322。英軍被逼撤離新界和九龍，退守港島，香港義勇軍苦戰一周後，以眾寡懸殊，難扭劣勢，終在聖誕日投降，港督楊慕琦成為戰俘:322。日本佔領香港共3年8個月:322。
1942年10月28日，英國駐華大使薛穆奉命與重慶國民政府外交部開始簽訂新約舉行談判:2。由於英國並沒有完全放棄在華全部特權之誠意，談判相當艱難:2。在談判過程中出現香港問題，英國不肯歸還香港（雖然當時香港還在日本佔領下），這項談判因而拖延:2-3。當中英談判時，英國戰時內閣首相邱吉爾和英國陸軍大臣艾登認為，根據1842年《南京條約》，香港已永久割讓給英國，根據1860年《北京條約》，北至界限街之九龍半島南端連同昂船洲也已永久割讓給英國:3-4。原擬定在1942年公布之中英、中美平等新約，結果延至1943年公布，英、美取消在中國之治外法權及租界，但是不提香港地位:3。中國迫於無奈，惟有不再堅持九龍租借地交還問題。
1943年1月11日，重慶國民政府外交部長宋子文與英國駐華大使薛穆分別代表本國政府在重慶簽署《中英關於取消英國在華治外法權及其有關特權條約》，史稱《中英新約》:3。重慶國民政府以外交部長宋子文之名義向英國駐華大使薛穆發出正式照會，對新界「租借地」問題保留重提權利：「關於交還九龍租借地問題，英國政府不以現時進行談判為宜，本代表認為憾事！一八九八年六月九日許予英國租借九龍條約之早日終止，實為中國國民所企望。而本日簽訂條約之意義，為開兩國邦交之新紀元，中國政府以為若該約能於此時終止，則新紀元之精神更顯著，因此之故，本代表通知閣下，中國政府保留日後重行提請討論此問題之權。」:411月23日，中、英、美三國領袖舉行開羅會議，美國總統羅斯福問國民政府主席蔣介石對香港如何打算，邱吉爾請大家注意香港是英國領土；蔣介石說英國以暴力入侵中國，與清廷所訂的不平等條約，國民政府概不予承認，戰後隨時可以收回香港:6-7。羅斯福亦曾認為英國政府應該放棄統治香港，並歸還給中國發展為國際自由港。
1945年8月15日，日本無條件投降，第二次世界大戰結束。引起了香港的歸屬問題：中國能否收回香港。中國政府亦希望能收回香港，但因國共內戰日漸激烈而無暇南顧。另一方面，英國則強烈希望戰後保持所有遠東殖民地，包括作為英國遠東海軍基地及商業中心的香港。在英國的強硬態度及戰勝國之間的利益關係下，香港的歸屬問題並沒有在戰後的國際會議上提出過。

## 香港前途問題緣起
1949年初，中國共產黨主席毛澤東在西柏坡會見蘇共中央政治局委員米高揚，已提出暫不收回香港的政策並解決港澳問題：「目前，還有一半的領土尚未解放。大陸上的事情比較好辦，把軍隊開去就行了。海島上的事情就比較複雜，須要採取另一種靈活的方式去解決，或者採用和平過渡的方式，這就要花較多的時間了。在這種情況下，急於解決香港、澳門的問題，也就沒有多大意義了。相反，恐怕利用這兩地的原來地位，特別是香港，對我們發展海外關係、進出口貿易更為有利些。總之，要看形勢的發展再作最後決定。」
1949年中華人民共和國成立後，基於國際考慮，以及中國共產黨对香港有“长期打算，充分利用”的大局部署，中華人民共和國雖然不承認英方對香港的「主權」，但是1950年向英國表明暫時不會「收回」香港。1950年1月6日，英國向中国遞交照會，承認中华人民共和国政府為中国之合法政府。同時英國在軍事上也做出部署，包括使用核武阻止中国大陸武力收復香港的可能。1972年3月13日，中華人民共和國和英國發表聯合公報，英國承認中华人民共和国政府是中國的唯一合法政府，外交關係升為大使級。
1952年10月，鑑於世界範圍內的「去殖民化」同「民主化」進程，葛量洪與殖民地大臣分別在香港和英國國會同時宣布，香港在這個時期推行大規模政制改革，不合時宜；「但是我們已決定在香港的市政局進行改革，市政局內將會有兩位民選的議席。」:150英國國家檔案館公開的文件顯示，從1950年代開始，香港總督尋求推行民眾選舉，但迫於中國共產黨新政權領導人壓力等多方因素，最終放棄：檔案顯示，主管香港事務的中華人民共和國華僑事務委員會主任廖承志曾在1960年表示，「我們將毫不猶豫採取積極行動，解放香港、九龍和新界。」；另一份文件記述早前兩年一次會議上，中華人民共和國國務院總理周恩来告訴英國一名軍官，任何在香港引入哪怕一點點自治的嘗試，都會被視作“非常不友善的舉動”和“陰謀”，表示這種做法會被認為是讓香港走上獨立道路的手段。
由于聯合國规定殖民地拥有独立的权利，法理上當時香港人有權要求自決前途。自1971年聯合國大會2758號決議，中華人民共和國取代中華民國的聯合國「中國」席位和聯合國安全理事會常任理事國後，開始就香港與澳門的主權問題採取外交行動。1972年3月8日，中華人民共和國駐聯合國代表黃华致信聯合國非殖民化特別委員會主席，聲明：「香港、澳門屬於歷史遺留下來的帝國主義強加於中國的一系列不平等條約的結果，香港和澳門是被英國和葡萄牙當局佔領的中國領土的一部分，解決香港、澳門問題完全是屬於中國主權範圍內的問題，根本不屬於通常的所謂殖民地範疇。因此，不應列入殖民宣言中適用的殖民地區的名單之內。我國（中華人民共和國）政府主張，在條件成熟時，用適當的方式和平解決港澳問題，在未解決之前維持現狀」。6月15日，非殖化特別委員會通過包括中華人民共和國意見的決議案。11月2日，聯合國大會於1972年通過了委員會建議的《給予殖民地國家和人民獨立宣言的執行》，從殖民地名單中剔除香港和澳門。往後，香港和澳門無法以殖民地身份獨立，也未能透過聯合國非殖化的努力改革社會制度並及早推進民主，此舉為中華人民共和國接收香港與澳門的主權製造了背景條件。
中國在1972年公開否定香港、澳門殖民地性質。1997年3月17日，《人民日報》曾刊登文章《為什麼說香港不是殖民地》，解釋官方立場：「迄今為止，英國在香港實行的是典型的殖民式統治，但並不等於香港就是殖民地。因為，通常意義上的殖民地主要是指因外國統治、管轄而喪失了主權的國家。香港是中國領土的一部分，所以，殖民地概念不適用於香港。」1960年代至1970年代中國大陸政局不穩定，以致延遲到1980年代才開始和英國談判歸還香港問題:150。
大部份香港市民在中英開始詳細談判前，鮮有考慮香港主權的前途問題。但是，由於新界的《展拓香港界址專條》租約將於1997年6月30日屆滿，此事實促成中英兩國政府在1980年代初開始談判關於香港前途問題：香港政府有權就香港島和九龍界限街以南土地批出跨越1997年6月30日的租契，在1970年代初起，在香港籌劃多項大型基建項目，投資回本期往往跨越1997年6月30日，需要向國際籌集資金；中國大陸官方對香港前途問題的立場，以及對新界的土地契約安排，對這些大型基建都有十分關鍵影響，香港政府必須即時處理關於香港在1997年6月30日後政治前途的問題。1979年3月，香港總督麥理浩首度訪問中國大陸，並首次向中國共產黨領導人鄧小平提出香港前途問題。

## 香港前途談判

### 談判緣起
香港市民在1979年前鮮有考慮香港前途問題，但香港政府卻不然。由於新界的《展拓香港界址專條》租約將在1997年6月30日屆滿，而1970年代香港籌劃多項基建，投資回本期往往跨越1997年，香港政府知道租契必須清晰才能籌集資金。1979年3月，香港總督麥理浩到北京向時任中國共產黨中央委員會副主席鄧小平提出香港前途問題。

### 「沒有三腳櫈」：排除香港參與

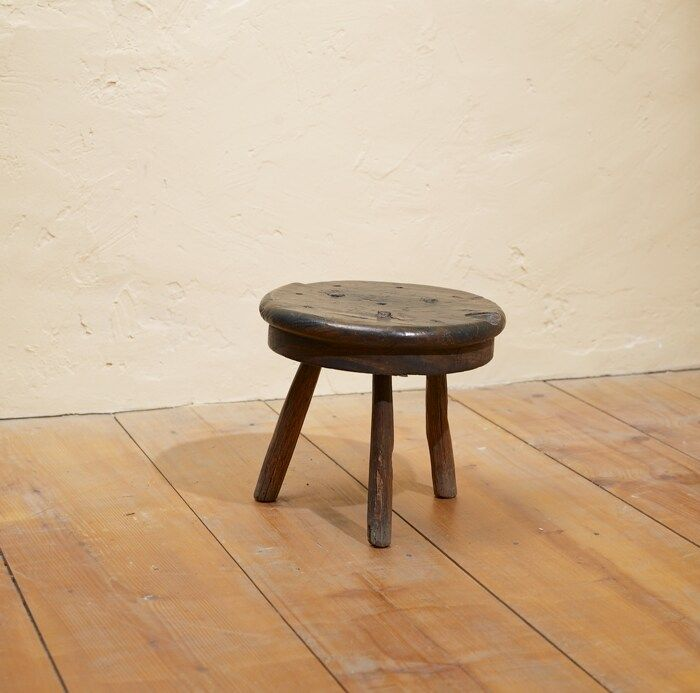
鄧小平用「三腳櫈」比喻談判是否應有香港參與

鄧小平於1970年代末首先提出「一國兩制」構思:4。中國官方說法是「對香港恢復行使主權」:v，或者「政權交接」:3。1982年9月24日，鄧小平會見英國首相柴契爾夫人時談話我們對香港問題的基本立場稱：「……關於主權問題，中國在這個問題上沒有回旋餘地。坦率地講，主權問題不是一個可以討論的問題。……」:12
1982年12月9日，負責香港事務的英國外交及聯邦事務部國務大臣貝爾斯特德勳爵在香港發表意見，提出香港必須作為其中一方參加香港前途談判，并把对香港问题的最终解决方案比作是中英港三方参与的「三角櫈」，但中方代表團堅持香港無權加入為「第三者」參與談判。1984年6月23日，鄧小平接見香港行政局議員鍾士元和鄧蓮如時，鄧小平公開指「只有兩腳櫈」（指中英兩國）、「沒有三腳櫈」、「歡迎你們以個人的身分到北京來」，由此「三腳櫈」的比喻流傳。香港行政局議員甚為不快，鍾士元以包辦婚姻比喻，指當天鄧小平說「無論如何都是中英兩國之間的事。所謂三腳櫈不存在，只有兩腳櫈，香港不應插嘴。當時我暗想，那不是等於盲婚嗎？男女雙方父母討論婚姻事宜，香港就無權參與，但又不敢說出來反駁」；同為香港行政局議員的李鵬飛在2001年指「說中英兩國是兩腳櫈……好像港人前途與港人無關似的」。據中方團長周南等人的回憶錄，中方假定香港政界若參與談判，將一邊倒支持英方立場形成「以華制華」；而鄧小平亦指控香港行政局議員挟持「香港民意」之名，實則只反映一己之見:58-61。由於中方代表團沒邀請香港代表加入，香港人只能加入英國代表團成員。1983年7月，中國政府曾以「不在英國代表團名單」為由拒絕了香港新聞處處長曹廣榮的大陸簽證。
1984年1月中英各自撤換談判團團長，並達成初步共識，並傳出消息。儘管按照英皇制誥，香港立法局不能對談判或其結果作出任何行動，但大部分議員仍希望協議簽署前舉行沒有法律約束力的辯論 。由此，立法局首席非官守議員羅保在3月14日動議：「任何有關香港前途的建議，在未達成最後協議之前，必須在本局辯論。」（後稱「羅保動議」），最後亦獲得通過。港督尤德則認為立法局議員表達了香港市民對前途的真正感受和意願；但此舉遭中方猛烈抨擊是「節外生枝」、英國背後「搞的小動作」。

### 香港市民的取態
1982年3月的電話民意調查《1982 Future of HK Poll》訪問982受訪者對香港前途的希望結果（preferred outcome）和預計將發生結果（probable outcome），以希望而言，1982年3月的香港人70%希望香港維持現狀，15%希望成為「託管地」，希望中國收回香港有4%；以預計將發生以言，1982年3月的香港人43%認為香港將維持現狀，33%認為香港將成為「託管地」，6%認為中國將能收回香港。
1987年香港交易所主席李福兆兩度提出「香港現在是英國殖民地，即將是中國殖民地，藉此身份香港會繼續繁榮」，此論調代表了被統戰的保守派商人的現實主義。由此，「成為新的殖民地」論調在學術界、台灣輿論、中國大陸輿論廣為傳播。有論文集專門研究1997年後香港的再殖民化。
1980年代任《香港文匯報》副總編輯的程翔在2018年著書指「大部分人以『心裏不願，嘴裏不講』的態度來面對『回歸』，有能力的都移民作為政治保險；即使基於民族主義而支持『回歸』的大學生，也提出有條件的回歸——在民主的基礎上回歸。」
1980年代任行政局首席非官守議員的鍾士元指當時香港人都知道，當中很多人在中國受過共產黨迫害並逃到香港，故此他們很害怕共產黨統治。他亦在1982年知道，香港有很多的民意調查顯示「有八成五至九成都不希望由共產黨統治」。
由於傳出談判破裂，1983年9月香港經濟恐慌，中方揣測是為英國幕後操縱「經濟牌」。9月16日至9月24日，港元曾在一個星期內下跌20%，由7.9港元兌1美元跌至9.6港元兌1美元的歷史低點:243。同一時期，物價一度飛漲，市面出現搶購糧食等情況；恆生指數亦告大幅下跌150點，跌至780點，導致1981年香港股災:49-51。促使香港政府在1983年10月15日起實施聯繫匯率制度，以7.80港元兌1美元的匯率與美元掛鈎，來維繫港元穩定，觸發1982年9月恆隆銀行擠提事件、1983年9月香港搶米風潮，局勢趨穩定始於1983年10月香港政府推出香港聯繫匯率制度，但仍出現香港移民潮。1984年末，無線電視的《八四年香港大事回顧》指「對於香港人來講，無論是否同意中英對於香港的安排，八四年總算能給他們一個明確答案」。

### 中華民國聲明擁有香港主權
1949年两岸分治后，中華民國政府仍主张其拥有完整的中国主权。1983─1984年英國與中華人民共和國談判時，1983年10月7日，行政院院長孫運璿在答覆立法委員徐亨、張寬、湯煥暉質詢時，聲明香港是滿清割讓，而中華民國推翻滿清，繼承滿清法統，任何涉及香港問題時須以中華民國為談判對象，英國與中華人民共和國有關香港一切談判與協議，中華民國一概不承認。
1997年6月27日，即香港移交前三日，中華民國外交部部長章孝嚴和國立故宮博物院院長秦孝儀召開關於《中英南京條約》特展的記者會，強調《南京條約》、《北京條約》和《展拓香港界址專條》的唯一正本在台北，北京擁有的《南京條約》只是清廷欽差大臣耆英和英方全權代表砵甸乍所簽署的副本，因此中華民國才是香港主權的合法擁有者；時任中華民國總統的李登輝亦發表相同看法。同月，中華民國政府發表《中華民國政府對『九七』香港情勢的立場與政策說帖》指「英國政府依規定將九龍租借地，連同依其他不平等條約取得之香港及九龍割讓地交還中華民族。對此一結果，中華民國政府表示欣慰」。

## 談判交鋒

### 1983年英方堅持主權換治權

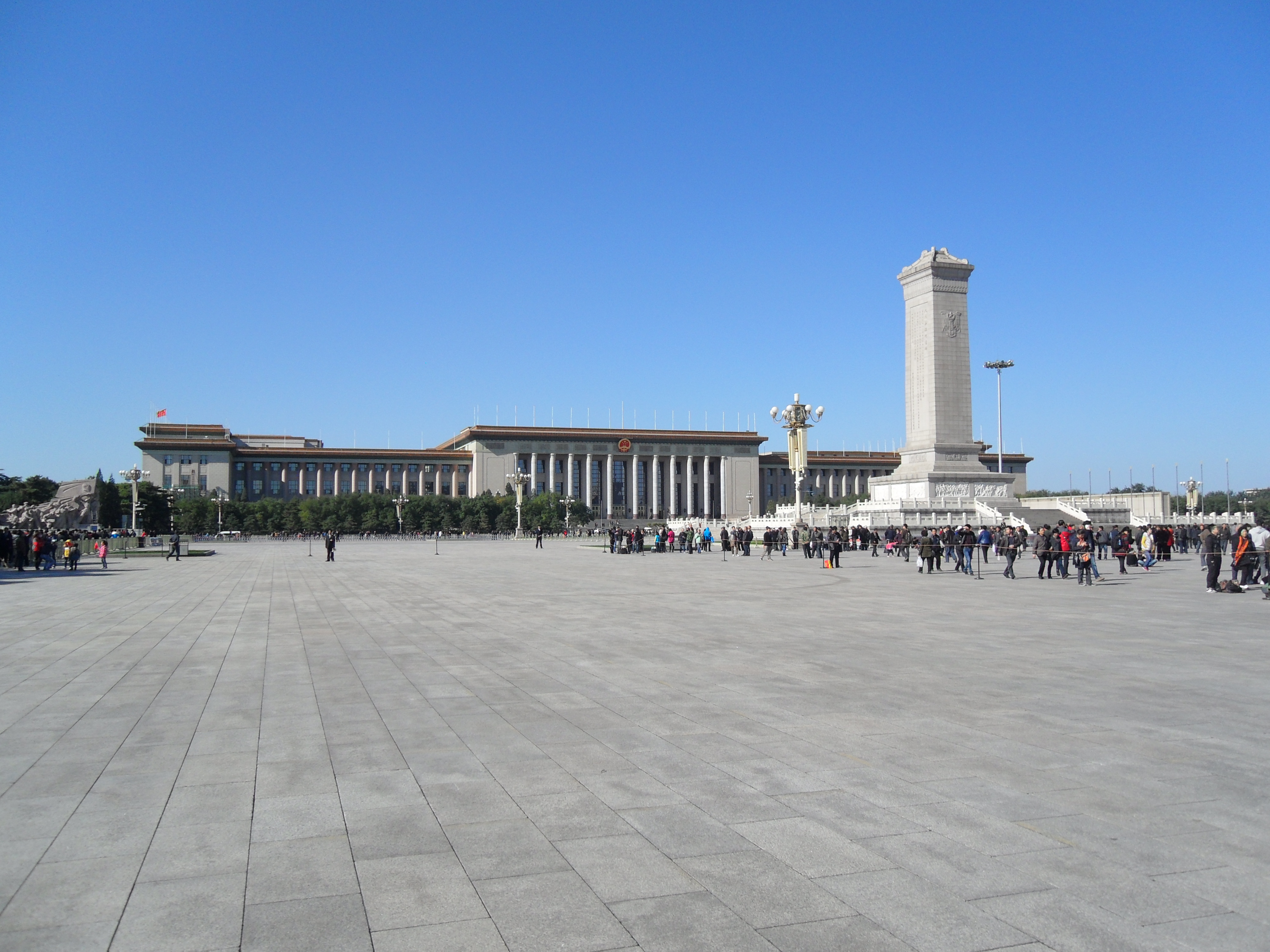
人民大會堂

香港總督麥理浩爵士的官方訪問提醒中英雙方要為香港前途作進一步的討論及外交接觸，也為英國首相撒切尔夫人1982年的首次中國大陸訪問鋪路:19-21。1980年代初，英國向中华人民共和國提出分拆香港的「主權」及「治權」：主權歸還中國、英國保留治權。1982年9月24日，鄧小平會見撒切尔夫人；此前，中國總理趙紫陽同她舉行會談；中國領導人正式通知英方，中國政府決定在1997年收回整個香港地區，同時闡明中國收回香港後將採取特殊政策，包括設立香港特別行政區，由香港當地中國人管理，現行之社會、經濟制度和生活方式不變，等等；撒切尔夫人則堅持三個不平等條約仍然有效，提出如果中國同意英國1997年後繼續管治香港，英國可以考慮中國提出之主權要求；針對撒切尔夫人之言論，鄧小平會見她時作重要談話；雙方同意通過外交途徑商談解決香港問題:388。但鄧小平明確表明主權問題沒有妥協的空間，雙方未能達成共識:117。在記者會上，撒切尔夫人重申三條條約的合法性，並指出所有國家都須要尊重國際條約，否則任何談判皆無法進行。她堅持按照《南京條約》、《北京條約》及1898年的《展拓香港界址專條》，英國享有香港島（包括鴨脷洲）和九龍半島（包括昂船洲）的主權:221。1983年5月，香港新華社組織商界青年領袖包括李鵬飛，組成「青年才俊團」前往北京，其中一些成員提出有關建議，但遭鄧小平否定:47-48,54-55。
撒切尔夫人離開北京隨即訪問香港，成為首位在任內訪港的英國首相。此後半年裡，由於英方在香港主權問題上立場不變，雙方磋商沒有進展；1983年3月撒切尔夫人寫信給中國總理趙紫陽，保證她準備在某個階段向英國議會建議使整個香港主權移交予中國；4月中國總理覆信表示，中國政府同意盡快舉行正式談判:388。
1983年7月12日至7月13日中英兩國政府代表團舉行第一輪會談，由於英方仍然堅持1997年後英國繼續管治香港，直至第四輪會談毫無進展:388。中方團長為中國外交部副部長姚廣，英方團長則是英國駐華大使柯利達爵士，香港總督尤德爵士亦以英方成員身份參加談判。英方提出「以主權換治權」，名義上承認中國擁有香港的主權，以換取英國繼續管治香港的權利。7月25日至7月26日，談判繼續，但新聞公報只說「有益」，但「有建設性」的字眼欠奉:125。英方未放棄「以主權換治權」的構想，中方則堅持主權治權不可分開。中英雙方其後在8月2日至8月3日、9月22日至9月23日分別進行第三、四輪談判，兩次會談的新聞公報只表示「進行了一次會談」，沒有「有益，有建設性」的字眼，顯示雙方未能達成共識之餘，期間更傳出談判破裂的消息，觸發香港市民及投資者對前途的憂慮:75-76。
1983年9月鄧小平會見訪華的前英國首相希思時說，英國想用主權換治權是行不通的，勸告英方改變態度，以免出現到1984年9月中國不得不單方面公布解決香港問題方針政策之局面:388。該月香港的經濟恐慌被中方解讀為英國幕後操縱的「經濟牌」。9月16日至9月24日，港元曾在一個星期內下跌20%，由7.9港元兌1美元跌至9.6港元兌1美元的歷史低點:243。同一時期，物價一度飛漲，市面出現搶購糧食等情況；恆生指數亦告大幅下跌150點，跌至780點，導致1981年香港股災:49-51。促使香港政府在1983年10月15日起實施聯繫匯率制度，以7.80港元兌1美元的匯率與美元掛鈎，來維繫港元穩定。

### 1984年英方讓步
1983年10月英國首相撒切尔夫人致函，雙方可在中國建議之基礎上探討香港之持久性安排；第五、六輪會談中，英方確認不再堅持英國管治，也不謀求任何形式之共管，並理解中國之計劃是建立在1997年後整個香港之主權和管治權應該歸還中國此前提之基礎:388。
從1984年4月第十二輪會談後，雙方轉入討論過渡時期香港之安排和有關政權移交事項:389。英外交大臣杰弗里·豪訪華時，鄧小平提出由中英雙方設立一個小組，專責處理過渡時期事務而輪流在香港、北京、倫敦開會，豪表示同意雙方在此基礎上討論。但在此後3個多月會談中，英方仍反對在香港設立聯合小組，使談判陷入僵局:389。1984年7月英外交大臣再次訪華，中方表示如果英方同意設立聯合小組並以香港為常駐地，該小組進駐香港之時間以及1997年後是否繼續存在一段時間都可以商量。最後雙方商定設立聯合聯絡小組，並於1988年7月1日進駐香港，2000年1月1日撤銷:389。
中英通過談判確定：中國收回香港、恢復行使主權，在協議中必須有明確表述。英方不接受中方對香港恢復行使主權之提法，先後提出之草案都具有三個不平等條約有效之含意，中方堅決不能接受:389。最後雙方同意用《聯合聲明》之形式，採用以下表述方式以解決主權歸屬問題之表述:390：
- 中國政府聲明：「中華人民共和國政府決定於一九九七年七月一日對香港恢復行使主權。」[51]:389
- 英國政府聲明：「聯合王國政府於一九九七年七月一日將香港交還給中華人民共和國。」[51]:389-390

此後，雙方代表團舉行三輪會談，討論國籍、民航、土地等幾個政策性和技術性較複雜之具體問題，並對協議之文字措辭反覆磋商；1984年9月18日雙方就全部問題達成協議，並對協議的文字措辭反覆磋商，並於9月26日草簽《中英聯合聲明》和三個附件:390。至此，為時兩年之中英兩國政府關於香港問題之談判圓滿結束:390。至草案簽署為止，雙方共進行了22次的談判。
1984年12月19日，中英兩國在北京簽署關於香港問題的《中英聯合聲明》:4。中國總理趙紫陽和英國首相撒切尔夫人為中英兩國政府首腦，在北京正式簽署關於香港問題之聯合聲明:390。
1985年5月27日，兩國互換批准書，《聯合聲明》隨即生效:4。1985年6月12日，中英兩國政府將《聯合聲明》送交聯合國登記:4。

## 談判後至1997年以前的過渡期

### 起草《基本法》
根據《中英聯合聲明》，《基本法》將是香港特別行政區的憲制性法律文件，以法律形式把「一國兩制」概念規定下來。基本法起草委員會和基本法諮詢委員會於1985年成立，各自負責起草《基本法》以及徵求公眾對《基本法》之意見:4。中國政府亦希望以此為澳門政權交接和台灣問題的模板。
1987年4月16日，鄧小平會見香港特別行政區基本法起草委員會委員時的講話，談及有關“一國兩制”含義、香港政制和中央與香港的關係等事宜時稱：
「……今天我想講講不變的問題。就是説，香港在一九九七年回到祖國以後五十年政策不變，包括我們寫的基本法，至少要管五十年。我還要説，五十年以後更沒有變的必要。香港的地位不變，對香港的政策不變，對澳門的政策也不變，對台灣的政策按照『一國兩制』方針解決統一問題後五十年也不變，我們對內開放和對外開放政策也不變。……一個是政局穩定，一個是政策穩定，兩個穩定。不變也就是穩定。如果到下一個五十年，這個政策見效，達到預期目標，就更沒有理由變了。……」「……要保持香港五十年繁榮和穩定，五十年以後也繁榮和穩定，就要保持中國共産黨領導下的社會主義制度。我們的社會主義制度是有中國特色的社會主義制度，這個特色，很重要的一個內容就是對香港、澳門、台灣問題的處理，就是『一國兩制』。……要真正能做到五十年不變，五十年以後也不變，就要大陸這個社會主義制度不變。……『一國兩制』也要講兩個方面。一方面，社會主義國家裡允許一些特殊地區搞資本主義，不是搞一段時間，而是搞幾十年、成百年。另一方面，也要確定整個國家的主體是社會主義。否則怎麼能説『兩制』呢？那就變成『一制』了。有資産階級自由化思想的人希望中國大陸變成資本主義，叫做『全盤西化』。在這個問題上，思想不能片面。不講兩個方面，『一國兩制』幾十年不變就行不通了。」「……香港的制度也不能完全西化，不能照搬西方的一套。香港現在就不是實行英國的制度、美國的制度，這樣也過了一個半世紀了。現在如果完全照搬，比如搞三權分立，搞英美的議會制度，並以此來判斷是否民主，恐怕不適宜。……關於民主，我們大陸講社會主義民主，和資產階級民主的概念不同。西方的民主就是三權分立，多黨競選，等等。我們並不反對西方國家這樣搞，但是我們中國大陸不搞多黨競選，不搞三權分立、兩院制。我們實行的就是全國人民代表大會一院制，這最符合中國實際。如果政策正確，方向正確，這種體制益處很大，很有助於國家的興旺發達，避免很多牽扯。當然，如果政策搞錯了，不管你什麼院制也沒有用。對香港來說，普選就一定有利？我不相信。比如說，我過去也談過，將來香港當然是香港人來管理事務，這些人用普遍投票的方式來選舉行嗎？我們說，這些管理香港事務的人應該是愛祖國、愛香港的香港人，普選就一定能選出這樣的人來嗎？最近香港總督衛奕信講過，要循序漸進，我看這個看法比較實際。即使搞普選，也要有一個逐步的過渡，要一步一步來。我向一位外國客人講過，大陸在下個世紀，經過半個世紀以後可以實行普選。現在我們縣級以上實行的是間接選舉，縣級和縣以下的基層才是直接選舉。因為我們有十億人口，人民的文化素質也不夠，普遍實行直接選舉的條件不成熟。其實有些事情，在某些國家能實行的，不一定在其他國家也能實行。我們一定要切合實際，要根據自己的特點來決定自己的制度和管理方式。」「還有一個問題必須説明：切不要以為香港的事情全由香港人來管，中央一點都不管，就萬事大吉了。這是不行的，這種想法不實際。中央確實是不干預特別行政區的具體事務的，也不需要干預。但是，特別行政區是不是也會發生危害國家根本利益的事情呢？難道就不會出現嗎？那個時候，北京過問不過問？難道香港就不會出現損害香港根本利益的事情？能夠設想香港就沒有干擾，沒有破壞力量嗎？我看沒有這種自我安慰的根據。如果中央把什麼權力都放棄了，就可能會出現一些混亂，損害香港的利益。所以，保持中央的某些權力，對香港有利無害。大家可以冷靜地想想，香港有時候會不會出現非北京出頭就不能解決的問題呢？過去香港遇到問題總還有個英國出頭嘛！總有一些事情沒有中央出頭你們是難以解決的。中央的政策是不損害香港的利益，也希望香港不會出現損害國家利益和香港利益的事情。要是有呢？所以請諸位考慮，基本法要照顧到這些方面。有些事情，比如一九九七年後香港有人罵中國共産黨，罵中國，我們還是允許他罵，但是如果變成行動，要把香港變成一個在『民主』的幌子下反對大陸的基地，怎麼辦？那就非干預不行。干預首先是香港行政機構要干預，並不一定要大陸的駐軍出動。只有發生動亂、大動亂，駐軍才會出動。但是總得干預嘛！……」:215-222。
1988年4月，《基本法》草案首稿公布，並隨即諮詢公眾，為期5個月:4。其中關於特首和立法會雙普選的細節尚未定稿，1988年11月，委員兼作家金庸揣摸北京意思提出《雙查方案》，直接拒絕前三屆選舉雙普選，並提出於第三屆任內（2007-2012）舉行一次全民公投，以決定第四屆行政長官是否普選，以及第五屆以後的立法會是否全面直選。由於《雙查方案》直接拒絕前三屆選舉雙普選，當時香港輿論狠批他極端保守，被各界聲討。後來2010年代香港政界指《雙查方案》比起1997年後歷次香港政制改革而言已相對進取，1988年時當初不應阻撓。
全國人民代表大會常務委員會在1989年2月批准了草案第二稿，以便作進一步諮詢，草案反映很多第一輪諮詢所得意見:4。第二輪諮詢工作在1989年10月結束，起草委員會根據該輪諮詢結果，進一步修改《基本法》草案第二稿:4。最後，1990年4月，全國人民代表大會正式通過《基本法》草案第三稿與香港特別行政區區旗、香港特別行政區區徽的圖案:4，在1997年7月1日正式生效。根據《基本法》正式文本，香港實行不同於中國大陸的社會制度、經濟制度和政治體制，香港市民的原有生活方式、自由和權利也受到保障，確立司法獨立原則並讓香港全權處理外交和國防以外一切內部事務:4。香港也可以享有全面財政自主權和擁有獨立貨幣制度，維持其獨立關稅區地位，以及直接與世界各國攜手合作去打擊戰略商品交易、販毒和非法轉運，並且保護知識產權:4。

### 1989年學運影響

#### 社運及紀念

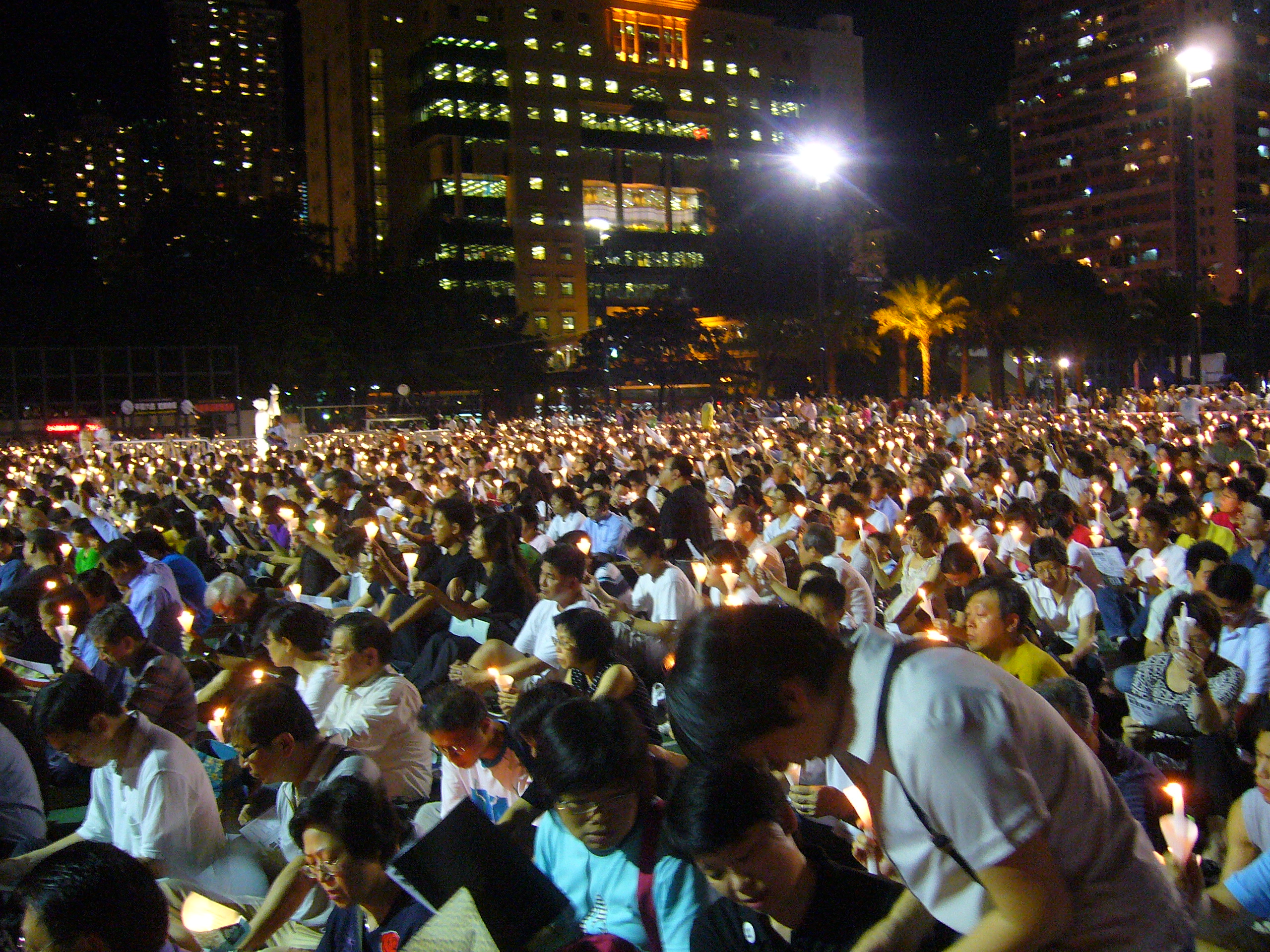
2008年香港維園燭光晚會，哀悼當年汶川地震遇難學生同胞和八九學運學生同胞。極多香港學生、青年參與。

1989年5月八九學潮令香港人催生了由「英屬香港人」到「既是香港人又是中國人」的香港居民的身份認同轉變。八九民運時，香港人全情投入參與，（5月27日）百萬人上街聲援；整個過程，實際上是一場中國民族主義洗禮，原來出生和成長於英治殖民地的香港人，……在情感上與中國大陸重新連接起來」，「對不少親身經歷過八九民運的50和60世代（即當年20至40歲的香港人）來說，這種‘香港中國人’的混合身份認同，是深印在腦海之中的時代烙印，並主導了八九年至今的民主運動論述 ── 香港人是中國人，中港兩地人民共享‘民主中國’的理想；香港人對建設民主中國有特殊責任，民主中國也是實現民主香港的策略。」由此香港人與失勢的中國改革派合流，香港「充分感到國內華人彼此有着共同的政治命運，而這個政治命運又被看成是不明朗」。此後每年香港均舉辦維園燭光晚會（直至2020年，警方開始禁止六四集會）。

#### 英國商議如何回應「末日情況」
鑑於北京當局在事件中對其人民保持殘酷的姿態，英國政界有所關注1990年代末期移交香港主權後，新宗主會對其居民做出同樣對待的可能，包括時港督衞奕信在內多名英國政界人士認為，在發生「世界末日的場景」（Armageddon scenario）之時，本土出生的香港人應該有權居住在英國。時在議會討論，有議員認為，如中國事態發展到令人擔憂的地步，以至於人們對聯合聲明的信心徹底崩潰，或許有必要在遠非該預訂情況下在1997年7月1日之前兌現國際保證；有議員認為，國際法院管轄權不能涵蓋中方違反聲明協議的行為，英國無法強制執行聯合聲明，而中國方面可以破壞它，如西藏情況那樣當中國擁有主權時他們可能不會遵守對內協議，所以相信政府應該給予香港人可以在英國擁有居留權，同時建議效仿科威特投資基金設立一個香港投資基金，以便創造一筆資本資源在「世界末日」來臨時克服上述實際問題。撒切爾政府當時公開聲稱，拒絕考慮邀請符合條件的香港人在英國定居。外相賀維曾公開表示，如所有中國籍的香港人都要移民到英國會令當地的少數族裔翻一番，政府深切關注如如此會急劇加劇既已困擾英國本土的社會緊張局勢。
不過英國政府在六四事件期間（1989年5月至11月）有所制訂名為「香港：末日情景」計劃（Hong Kong: The Armageddon Scenario）的預備方案，設計於九七主權移交前後分為綠、黃、紅三級應變計劃，必要時會撤走數百萬香港居民。2017年時內閣事務部的檢視官員對這些檔案註釋，必須封存保管——1989年時制訂這些計劃已被認為非常敏感，當時限定可閱讀者也為極少數部相級人士，但當時仍然非常擔心即使如此，也可能會在政府最高層級出現洩漏機密的風險。檔案摘要指出，計劃幾乎完全專注於跨境轉移人口，預計香港出現大規模「出埃及記」並選擇英國作為難民目的地：計劃主要牽涉四個方面，包括如何實行轉移尤其運輸方式、移民控制、接收設施以及重新安置方式。
到1990年時英國政府公開宣佈，給予50,000個家庭英國居留權，主要給予從事敏感職位的香港公務員等，包括警隊政治部、駐中国大陆記者等。中方對居英權計劃表示不滿。

#### 90年代移民潮
1950-70年代在逃港潮逃來香港的人恐懼被秋後算帳，計劃再次移民。1989年發生六四事件，更使香港人感到悲觀，1990至1994年出現了開埠以來最大規模香港移民潮，五年共有約30萬人移民外地:21。加拿大温哥華、澳洲和美國是當時不少港人移民的熱門之選。在移民潮高峰，非洲島國佛得角也刊登廣告宣傳投資移民。

#### 何鴻燊建議聯合國托管
鎮壓事件後的7月，港澳富商、“賭王”何鴻燊在記者會上發表其聯合國託管港澳的建議，翌日由親中派的《澳門日報》刊載全文，題為〈美夢成真？〉的文章，建議於香港與澳門主權回歸中國後，由中國政府將兩地出租予聯合國100年，作為新的聯合國總部所在地，並由聯合國託管。何認爲其這項提議，“符合中英、中葡聯合聲明”、“體現中國收回兩地之主權”、“提高中國在國際上之聲譽”、“冷卻及抑制移民潮的發展”、“亞洲人口最多，在亞洲設聯合國總部合理”。他認為此舉可兼顧中國收回主權與維持港澳原有制度，達致「一舉數得」，並有助於恢復國際社會對中國的信心，將港澳打造為「亞洲的瑞士」，“和平的聖地……因為港澳只有商業性的單純，所以便無受軍事攻擊之虞……各行各業都會迅速蓬勃起來，真正進入了一個空前未有的繁華境界，五十年不變，一百年不變”。
8月15日，何鴻燊再聯同多位支持者開記者招待會發表「美夢成真」建議。 據何自述，此構思曾於中英談判之前的六十年代就提出，當時香港新華社社長梁威林邀請一眾香港富豪，如李嘉誠、鄭裕彤、霍英東、馮景禧、胡漢輝等人，討論香港澳門的前途問題，他向眾人提出此一建議以解決前途信心問題，席上眾人鼓掌支持，梁威林則「莞爾一笑」。有評論指，何鴻燊等商界人物在六四後提出這些具強烈商業意識的方案解決信心問題，方法與政治為本的民主派大相逕庭，反映後過渡期政治商業化趨勢，認爲這具有商業色彩的政治法門，直覺上是企圖“迴避政治矛盾同時保障區隔現狀”。

#### 1992年彭定康政制改革
1992年，末代香港總督彭定康在宣讀施政報告時拋出政改方案，當中改革建議包括：
- 建議新增九個功能組別議席，讓合資格的在職人士可以在「新九組」中投票；
- 將投票年齡由21歲降低至18歲；
- 地區直選中實行單議席單票制，改善1991年選舉中「聯票效應」的問題；
- 取消立法局、兩個市政局及十八個區議會的委任議席；
- 成立選舉委員會，選出10位立法局議員，委員會的大部分委員由直選產生的區議會議員出任。

此舉引起中國政府大表不滿，指出有關改革未有諮詢中方意見和觸及「三違反」。時任港澳辦主任魯平更直斥彭定康是香港歷史上的「千古罪人」。中方宣佈當年的立法局議員不能過渡成為第一屆立法會議員（即「直通車」的安排）。同時決定「另起爐灶」，在1996年3月24日由香港特別行政區第一屆政府推選委員會在深圳成立臨時立法會:11，在1997年1月25日至1998年6月30日前的過渡期通過特區政府成立時「必不可少」的法例。

### 拆卸九龍寨城
九龍寨城是清朝遺留的外飛地，後來成為「三不管地帶」（香港政府不敢管、英國政府不想管、中國政府不能管）。由於香港政府沒有司法管轄權:16-17，九龍寨城成了充斥「黃、賭、毒」的「三不管地帶」。
1987年1月14日，英國政府與中國政府達成拆除寨城的協議，並於原址改建為公園。

### 拆卸調景嶺
1956年雙十暴動和逃港潮期間，香港政府把大部份國民革命軍老兵驅逐至台灣，並劃定調景嶺眷村給留在香港的老兵。當時調景嶺沒有陸路交通可達，自成一局，居民長期懸掛青天白日滿地紅旗，每年10月10日慶祝中華民國國慶等，香港政府並沒有干預。最終，調景嶺寮屋區在1996年被拆卸。

### 興建新機場
1989年，香港總督衛奕信宣佈香港機場核心計劃，興建全新的香港國際機場等基建，耗資超過1200億港元。由於此計劃耗資龐大，被中國政府質疑英方打算在主權移交前耗盡儲備，談判時引來雙方極度不快。
1991年9月3日，中英兩國簽署《關於香港新機場建設及有關問題的諒解備忘錄》，主要規定香港政府在完成機場核心計劃時，須為未來香港特區政府留下不少於250億港元的儲備。

### 並恢復中國香港行使主權
香港交接儀式在1997年6月30日即農曆五月廿六（1997年7月1日，即農曆五月廿七）午夜十二點舉行，至子夜工人在中環中區政府合署拆下以龍和獅為標記的舊香港紋章、以及代表英女王伊利沙白二世的皇冠徽號和「E II R」字樣，並且更換为中華人民共和國國徽和香港特別行政區區徽。另外，裝在港督府大門的英國君主的皇冠徽號和「E II R」字樣亦將同時移走拆除，中華人民共和國及香港特別行政區根據《中英聯合聲明》恢復對香港行使主權，結束後正式長達156年的英國人統治時代，中英兩國政府由1984年12月19日正式簽署《中英聯合聲明》後，至1997年7月1日香港政權移交（九七回歸）期間的十多年，被稱為香港過渡期。

## 後續

### 香港交接儀式
香港交接儀式，或称中英香港政權交接儀式，是指香港從大不列颠及北爱尔兰联合王国轉交至中华人民共和国所舉行的儀式，其於1997年6月30日晚上十一時半開始，並於1997年7月1日完成。整個儀式在灣仔香港會議展覽中心新翼舉行。

### 社會和經濟發展
1997年主權移交後，香港貧富懸殊問題加劇，民生及政治議題均未獲悉時解決，多次超過百萬人上街遊行。2020年第十三屆全國人大通過《香港特別行政區維護國家安全法》，香港移民潮顯著再現。於2020及2021年永久離港的家庭數以萬計，部分學校因此收生不足，亦有外資公司及國際人權新聞機構將地區總部遷往新加坡、臺灣等。

### 香港對外地位（1997年─）

#### 國際組織
在體育方面，香港可獨立以「中國香港」的名義參加國際非外交組織例如國際足聯和奧林匹克運動會等，由中國香港體育協會暨奧林匹克委員會負責，亦擁有獨立的香港足球代表隊。由於主權移交後脫離英聯邦，香港沒有參加1998年及以後舉行之英聯邦運動會。

#### 美國
《美國-香港政策法》由美國國會在1992年通過，根據此法案，1997年後美國政府將繼續把香港視作一個在政治、經濟、貿易政策方面與中國內地完全不同的地區，並在對外政策上把香港特區政府與中華人民共和國政府區別對待。
2020年5月29日，美國總統唐納·川普回應中華人民共和國全國人民代表大會常務委員會修法擬定《香港特別行政區維護國家安全法》時宣佈將終止適用香港政策法，撤銷香港的特殊地位與相關商業優惠措施。同年6月30日「港區國安法」即將通過前，美國商務部立即依法禁止出口國防設備與敏感技術至香港。2020年6月30日晚上11時正，港版國安法刊宪通过实施。美國總統唐納·川普指出，中国政府已经正式摧毁了一国两制。7月14日，總統川普簽署行政命令，正式中止此法第201條(a)區別對待香港，終止香港的特殊地位。

#### 中華民國
1949年后，中華民國政府遷台灣后，依照一個中國原則，承认香港居民的中華民國國民身份，可取得中华民国华侨身份。1994年之前，港澳侨生赴台讀書即可取得中華民國國民身分證，其後政策取消。在1997年3月18日，中華民國立法院制定《香港澳門關係條例》62條，同年4月2日中華民國總統公布。

### 2047年五十年不變後香港前途問題
2047年香港前途問題是因應《香港特別行政區基本法》第5條所指“香港特别行政区不实行社会主义制度和政策，保持原有的资本主义制度和生活方式，五十年不变”和《中英聯合聲明》中有關條文。香港本土派等政治人物曾經提出該理論，香港特別行政區政府則反對2047年會有問題。

### 引用
1. 1 2 3  

  - 英文本：. 1984-12-19  [2021-07-01]. （原始内容存档于2008-03-10） –香港政制及內地事務局網頁. （页面存档备份，存于）
  - 中文本：. 1984-12-19  [2021-07-01]. （原始内容存档于2013-01-26） –香港政制及內地事務局網頁. （页面存档备份，存于）
2. 1 2 3  . 闽南师范大学福建省高校特色新型智库两岸一家亲研究院.   [2020-11-02]. （原始内容存档于2021-04-20）. （页面存档备份，存于）
3. ↑  江澤民. . 人民網. 1997-07-01  [2019-03-26]. （原始内容存档于2019-03-26）. （页面存档备份，存于）
4. ↑  . 香港電台. 2005年  [2019-03-26]. （原始内容存档于2019-03-26）. （页面存档备份，存于）
5. ↑  . 新华社. 2012-06-25  [2019-03-26]. （原始内容存档于2019-03-26）. （页面存档备份，存于）
6. ↑  . 人民日报. 1997-07-01: 1  [2019-03-26]. （原始内容存档于2020-04-08）. （页面存档备份，存于）
7. ↑  . 工商晚報. 1947-03-20: 頭版. 中國大學生組織一「愛國及保護主權會」，並通過八項議決案，其中包括立即收回旅順、大連、香港及其他失地。
8. ↑  . 工商晚報. 1948-06-03: 頭版. 註：標題的「我政府」指南京國民政府，當時正值國共內戰。
9. ↑  . 工商晚報. 1967-06-18: 頭版. 註：當時正值文化大革命與香港六七暴動。
10. ↑  . 華僑日報. 1988-03-11: 頭版.
11. ↑  . 華僑日報. 1990-01-10: 頭版.
12. ↑  夢白. . 中國共產黨新聞網.   [2020-06-07]. （原始内容存档于2018-05-03）. 鄧小平在1982年會見柴契爾夫人時用語就是「收回香港」。見《世紀風采》（2009年） （页面存档备份，存于）
13. 1 2  黃子華，《秋前算賬》棟篤笑（單口相聲），1997年4月10日－13日、4月16日－19日，6月27日－28日（均於7月1日回歸前公演），香港伊利沙伯體育館。後錄制為同名VCD光盤。
14. ↑  Johnson, Chalmers. . Asian Survey (University of California Press). 1984, 24 (9): 887, 890  [2020-11-19]. （原始内容存档于2021-03-11）. The Communist party secretary general, Hu Yaobang, stated at a news conference on August 15, 1983: 'We consider the so-called Hong Kong treaties to be unequal. But it is a fact that the treaties exist. Moreover, it is clearly written that the expiration date is June 30, 1997. Therefore, we do not intend to bring forward or postpone this date. We will recover Hong Kong on July 1, 1997. As far as China is concerned, our attitude is one of respect for history.' （页面存档备份，存于）
15. ↑  . The Christian Science Monitor. 1982-10-01  [2020-11-19]. （原始内容存档于2015-10-03）. （页面存档备份，存于）
16. ↑  . 中国外交部驻香港特区特派员公署官网. 2000-11-15  [2020-11-19]. （原始内容存档于2007-03-13）. Deng Xiaoping met with Mrs. Thatcher on September 24, 1982. The Chinese Premier had held talks with her before this meeting. And Chinese leaders formally informed the British side that the Chinese Government had decided to recover all of the Hong Kong region in 1997. Also, China offered assurances that it would initiate special policies after recovering Hong Kong. （页面存档备份，存于）
17. 1 2  . 2017-06-30  [2018-10-28]. （原始内容存档于2018-06-26） –www.bbc.com. （页面存档备份，存于）
18. ↑  . 香港大公報. 1984-03-09: 4.
19. ↑   (PDF): 15. 1997  [2020-11-23]. （原始内容存档 (PDF)于2014-04-19）. （页面存档备份，存于）
20. ↑  盧斯達. . date=2014-03-26 (小明文創).   [2020-11-23]. （原始内容存档于2020-11-23）. （页面存档备份，存于） 刪節版結集於盧斯達. . 小明文創. 2016.
21. ↑  張學修. . 香港文匯報. 2018-05-08  [2020-11-23]. （原始内容存档于2021-04-08）. （页面存档备份，存于） 作者是全國政協委員、香港中華出入口商會會長.
22. ↑  中华人民共和国政府; 大不列颠及北爱尔兰联合王国政府. 中英双方 , 编. . 北京. 1984年12月19日  [2016-06-16]. （原始内容存档于2018年5月28日） （中文）. 一、中华人民共和国政府声明：收回香港地区（包括香港岛、九龙和“新界”，以下称香港）是全中国人民的共同愿望，中华人民共和国政府决定于1997年7月1日对香港恢復行使主权。二、联合王国政府声明：联合王国政府于1997年7月1日将香港交还给中华人民共和国。 （页面存档备份，存于）
23. ↑  . 北京: 中华人民共和国外交部. 1984-12-19  [2013-10-01]. （原始内容存档于2013-10-04） （中文（简体））. （页面存档备份，存于）
24. 1 2 3 4 5 6 7 8 9 10 11 12 13 14 15 16 17 18 19 20 21 22 23 24 25 26 27 28 29 30 31 32 33 34 35  . 香港: 政府新聞處. 1998  [2006-12-16]. （原始内容存档于2017-05-25）. （页面存档备份，存于）
25. ↑  s:清史紀事本末/卷四十四：草約成，以聞，帝不許，至是再下宣戰之諭，命奕山爲將軍，楊芳、隆文爲參贊大臣，馳赴廣東，逮琦善入京
26. ↑  鴉片戰爭 （页面存档备份，存于）. 珠海書院.
27. ↑  香港歷史博物館撰文.  (PDF). 明報月刊. 2015年12月號: 39-42頁  [2021-06-30]. （原始内容存档 (PDF)于2021-01-25）.
28. 1 2 3 4 5 6 7 8 9  謝永光. . 香港: 明報出版社. 1996.
29. ↑   (PDF).   [2015-10-13]. （原始内容存档 (PDF)于2018-09-28）. （页面存档备份，存于）
30. 1 2  .   [2015-10-14]. （原始内容存档于2015-11-23）. （页面存档备份，存于）
31. 1 2 3  薩本仁，潘興明. . 上海人民出版社. 1996: 243,278,282頁. ISBN 9787208021952 （中文（中国大陆））.
32. ↑  余繩武，劉蜀永. . 中國大百科全書出版社. 1995. ISBN 9787500056782.
33. ↑  劉蜀永. . 社會科學文獻出版社. 2000 （中文（中国大陆））.
34. ↑  關禮雄. . 三聯書店（香港）. 1993. ISBN 9789620411052 （中文（繁體））.
35. ↑  高添強. . 三聯書店（香港）. ISBN 9620412540.
36. ↑  何漢權. . 信報. 2023-07-08.
37. ↑  . 星島日報. 2021-06-29.
38. ↑  朱佳木. . 當代中國出版社. 2006. ISBN 9787801704702 （中文（中国大陆））.
39. ↑  .   [2015-10-20]. （原始内容存档于2016-03-04）. （页面存档备份，存于）
40. ↑  . BBC. 2006-06-30  [2016-12-01]. （原始内容存档于2016-12-01）. （页面存档备份，存于）
41. ↑  .   [2016年6月13日]. （原始内容存档于2016年11月30日）. （页面存档备份，存于）
42. ↑  . 紐約時報中文網國際縱覽. 2014-10-28  [2016-12-01]. （原始内容存档于2016-06-24）. （页面存档备份，存于）
43. ↑  . 端傳媒. 2016-11-02  [2022-06-18]. （原始内容存档于2021-04-12）. （页面存档备份，存于）
44. ↑  . 中國新聞網. 2000-02-21  [2009-02-24]. （原始内容存档于2007-12-08）. （页面存档备份，存于）
45. ↑  香港法律教育信託基金. . 北京大學出版社. 2000. ISBN 9787301046302 （中文（中国大陆））.
46. ↑  .   [2017-07-02]. （原始内容存档于2017-08-27）. （页面存档备份，存于）
47. ↑  黎秀石. . 香港: 明報出版社. 1995.
48. ↑  . 明報.   [2017-07-01]. （原始内容存档于2021-09-02）. （页面存档备份，存于）
49. 1 2   (PDF).   [2017-07-01]. （原始内容存档 (PDF)于2018-03-16）. （页面存档备份，存于）
50. 1 2  . 搜狐新闻. 2007-06-20  [2017-06-30]. （原始内容存档于2016-06-14）. （页面存档备份，存于）
51. 1 2 3 4 5 6 7 8 9 10 11 12 13 14 15 16 17 18  . 北京: 人民出版社. 1993.
52. ↑  Cottrell, Robert. . London: John Murray. 1993  [2022-04-15]. ISBN 0-7195-4992-2.
53. 1 2 3 4  張春生; 許煜. . 新華出版社. 2013: 130-132. 摘錄於. 世代懺悔錄-香港前途考古札記. 2017-10-27  [2020-11-23]. （原始内容存档于2020-11-23）. 其實，英國人從一開始談判就玩弄「三腳凳」…周南解釋道：本來是中英談判，英國侵佔了中國，是兩個主權國家之間的談判。但是他們想把香港作為獨立的第三方拉進來，使談判形成2:1的形勢…剛開始，他們把當時香港政府的一個新聞處長曹廣榮拉進來，準備搞成變相的「第三方」，中方看破他們的企圖，不給曹廣榮辦簽證。……周南說，這就是英方玩弄的「三腳凳」把戲，事實上就是想「以華制華」……1984年6月，行政局首席非官守議員鍾士元，立法局非官守議員鄧蓮如、利國偉等人又以「為民請命」姿態來北京訪問，說港人對中央的「一國兩制」政策缺乏信心，企圖說服中央不要急於收回香港。23日上午，鄧小平接見了他們並作出嚴厲批評。鄧小平說：「你們說香港人沒有信心，其實是你們個人的意見，概括起來就是你們對中國政府所制定的政策不信任。」 Archive.today的存檔，存档日期2020-11-23
54. 1 2 3 4  . 香港有線新聞. 2001-09-29. 摘錄於. 世代懺悔錄-香港前途考古札記. 2017-10-27  [2020-11-23]. （原始内容存档于2020-11-23）. Archive.today的存檔，存档日期2020-11-23
55. ↑  . 新浪新闻:重温邓小平“一国两制”讲话专题——轉自新华网. 2004-02-21  [2020-11-23]. （原始内容存档于2004-05-20）. （页面存档备份，存于）
56. ↑  魯平; 錢亦蕉. . 香港: 三聯書店. 2009: 45. 摘錄於. 世代懺悔錄-香港前途考古札記. 2017-10-27  [2020-11-23]. （原始内容存档于2020-11-23）. 後來，英方又在會談中提出，因涉及香港問題，需要有港人代表參加談判。這實際上是想在談判中挾「民意」來對中方施壓。中方及時揭穿了英方的這個陰謀，指出香港問題的談判純粹是中英兩國政府之間的外交談判，沒有理由要由香港人作為一方也派代表參加，從而粉碎了英方「三腳凳」的圖謀 Archive.today的存檔，存档日期2020-11-23
57. ↑  . 英文虎報. 1983-07-10. 中譯稿見唐漢. . 《百姓》. 1983-07-16. 中文雙語報道匯編於：. 世代懺悔錄-香港前途考古札記. 2017-10-27  [2020-11-23]. （原始内容存档于2020-11-23）. Archive.today的存檔，存档日期2020-11-23
58. 1 2   (PDF). 香港立法局. 1985-10-30: 5  [2020-11-23]. （原始内容存档 (PDF)于2006-05-15）. 香港本身在談判中並無地位，同時根據憲章立法局亦不能對談判或其結果作出任何行動 （页面存档备份，存于）
59. 1 2  Chung, Sze-yuen. . Chinese University of Hong Kong Press. 2001: 78-80  [2020-11-23]. 原始内容存档于2020-11-23. We deem it essential that any proposal for the future of Hong Kong should be debated in this Council before any final agreement is reached Archive.today的存檔，存档日期2020-11-23
60. ↑  Hong Kong Legislative Council.  (PDF): 702–704.   [2010-05-30]. （原始内容 (pdf)存档于2006-01-02） （英语）. （页面存档备份，存于）
61. ↑   (PDF). Hong Kong Legislative Council. 1984-03-14  [2021-06-07]. （原始内容存档 (PDF)于2021-06-23） （英语）. （页面存档备份，存于）
62. ↑  . 新晚報 (大公報公司). 1984-03-16: 頭版社論.
63. ↑  香港革新會委託香港市場研究社（Survey Research Hong Kong）. . March 1982  [2020-11-23]. （原始内容存档于2021-04-16）. （页面存档备份，存于）
64. ↑  林鴻達. . 輔仁文誌. 2014-01-10  [2017-07-03]. （原始内容存档于2017-07-02）. （页面存档备份，存于）　本文的摘要版亦刊於：林鴻達. . 《香港蘋果日報》. 2014-02-11  [2017-07-03]. （原始内容存档于2016-11-03）. （页面存档备份，存于）
65. ↑  . 香港01. 2017-04-20  [2018-03-26]. （原始内容存档于2017-11-01）. 歷史科卷一考題一問及回歸前港人對香港前途的憂慮。 （页面存档备份，存于）
66. ↑  Cheng, Joseph Yu-shek. . 2020: 144.
67. ↑  Neoh, Anthony. . California Western International Law Journal. 1991, 22 (2): 310  [2022-06-16]. （原始内容存档于2020-03-18）. （页面存档备份，存于）
68. ↑  Ip, Po-keung. . Li, Pang-kwong  (编). . Hong Kong: Chinese University Press. : 170. In the eyes of the Chinese Government, the introduction of the Bill of Rights was intended to... politicize the once non-political society and hence make it less governable. ... Lu Ping's earlier remark on 6 May 1996 that Hong Kong should not become a political society was particularly revealing here. It clearly reflected a vision of society that the Chinese authorities prefer for Hong Kong. This perhaps confirms some critics' comment that the Chinese state's intention is to have Hong Kong to remain a Chinese colony after the change of sovereignty.
69. ↑  Mueller, Milton. . Comor, Edward  (编). . Palgrave Macmillan. 1996. its current status as a British colony and its future status as a Chinese colony - has blunted the liberalisation process.
70. ↑  楊艾俐. . 天下雜誌 (台北). 1997-06-01  [2022-06-16]. （原始内容存档于2022-06-16）. （页面存档备份，存于）
71. ↑  . 香港太陽報. 2012-07-26  [2022-06-16]. （原始内容存档于2012-07-27）. （页面存档备份，存于）
72. ↑  Luk, Gary Chi-hung (编).  (PDF). Berkeley: Institute of East Asian Studies. 2017  [2022-06-16]. （原始内容 (PDF)存档于2022-06-16）. （页面存档备份，存于）
73. ↑  Yep, Ray. . Pacific Affairs. 2019, 92 (4)  [2022-06-16]. （原始内容存档于2022-07-09）. （页面存档备份，存于）
74. ↑  「澳門和香港在「一二三事件」和「六七暴動」後發展軌跡迴異」簡表，收錄於：程翔. . 香港: 牛津大學出版社(中國). 2018: 206. 大部分人以「心裏不願，嘴裏不講」的態度來面對「回歸」，有能力的都移民作為政治保險；即使基於民族主義而支持「回歸」的大學生，也提出有條件的回歸——在民主的基礎上回歸。
75. 1 2  . www.sohu.com. 2015-10-16  [2017-11-14]. （原始内容存档于2017-11-15）. （页面存档备份，存于）
76. 1 2  施漢榮. . 廣東人民出版社. 1995  [2009-02-23]. ISBN 9787218020686 （中文（中国大陆））.
77. 1 2 3  吳倫霓霞. . 香港中文大學出版社. 1993. ISBN 9789622016057 （中文（繁體））.
78. 1 2 3  《香港回歸歷程：鍾士元回憶錄》
79. ↑   (PDF). 香港政府.   [2009-02-23]. （原始内容存档 (PDF)于2007-01-19）. （页面存档备份，存于）
80. ↑  陸羽仁. . 頭條日報. 2008-04-14  [2021-06-23]. （原始内容存档于2020-12-09）. （页面存档备份，存于）
81. ↑  張圭陽. . 明報. 2014-08-10  [2017-07-03]. （原始内容存档于2018-03-16）. 中英的第二階段會談在1983年7月12日展開，9月23日另一輪的會談結束後，公報沒有用上常見的「有益」、「有建設性」字眼，直接導致香港股市大跌，港元兌美元從五算狂跌至十算，居民到超市搶米，銀行擠提，政府要一夜間接收恆隆銀行。 （页面存档备份，存于）
82. ↑  梁文榮（主持）; 李文靜（主持）. . 無線電視新聞: 第13:10-13:40. 1983年12月30日.  轉載於：. YouTube.   [2020-11-23]. （原始内容存档于2021-04-16）. （页面存档备份，存于）
83. ↑  Dimbleby, Jonathan. . BBC Parliament. 2007-06-24  [2020-11-23]. （原始内容存档于2021-04-16）. （页面存档备份，存于） 中文字幕版見：.   [2017-07-03]. （原始内容存档于2018-03-16）. （页面存档备份，存于） 此紀錄片為BBC在1992-1997年在香港追踪專訪彭定康製成。
84. ↑  . 《中央日報》頭版. 1983-10-08.
85. ↑  . 工商日報. 1983-10-08  [2019-04-25]. （原始内容存档于2019-05-02）. （页面存档备份，存于）
86. ↑  . 台灣綠黨. 1997-06-26  [2019-07-22]. （原始内容存档于2014-05-09）. 南京條約的正本在臺灣，香港的主權屬於中華民國 （页面存档备份，存于）
87. ↑  . 中華人民共和國外交部駐香港特別行政區特派員公署. 2004-09-27  [2009-02-27]. （原始内容存档于2009-05-17）. （页面存档备份，存于）
88. ↑  程琥. . 清華大學出版社. 2003. ISBN 9787302071532 （中文（中国大陆））.
89. ↑  楊碧川. . 一橋出版社. 1995. ISBN 9579932506.
90. ↑  魯凡之. . 1982 （中文（繁體））.
91. ↑  張植榮. . 海南出版社. 1996. ISBN 9787806178003 （中文（中国大陆））.
92. ↑  李鵬飛. . 香港: TOM (Cup Magazine) Publishing Limited. 2004: 53. ISBN 9789889775476 （中文（繁體））.
93. 1 2  王鳳超. . 鄧小平理論研究叢書. 經濟科學出版社. 1998. ISBN 9787505815773.
94. ↑  《風雨三十年：李鵬飛回憶錄》
95. ↑   (PDF). 香港政府.   [2009-02-23]. （原始内容存档 (PDF)于2007-01-19）. （页面存档备份，存于）
96. ↑  . 新華網. 2008-03-06  [2017-06-30]. （原始内容存档于2017-11-17）. （页面存档备份，存于）
97. ↑  陳亦偉. . 秀威出版. : 23. ISBN 9789866732218 （中文（繁體））.
98. ↑  王岸然. . 香港人民廣播電台. 2007-05-09  [2018-11-01]. （原始内容存档于2019-01-07） （中文（香港））. （页面存档备份，存于）
99. ↑  . 頭條日報. 2018-10-31  [2018-11-01]. （原始内容存档于2018-10-31） （中文（香港））. （页面存档备份，存于）
100. ↑  . 香港蘋果日報. 2008-06-05  [2020-12-01]. （原始内容存档于2020-11-30）.
101. ↑  方志恒. . 立場新聞. 2016-06-03  [2021-06-23]. （原始内容存档于2016-07-21）. （页面存档备份，存于）
102. ↑  劉青峰; 關小春. . 香港中文大學出版社. 1998年7月: 20-22.
103. ↑  Hong Kong Volume 509: debated on Thursday 29 June 1989 UK Parliament 的存檔，存档日期2025-07-23.
104. 1 2 3  House of Commons Hansard Debates for 13 Jul 1989 UK Parliament 的存檔，存档日期2024-07-17.
105. 1 2  Rethinking Hong Kong L.A. Times Archives 1989-06-21 的存檔，存档日期2025-07-23.
106. ↑  OFFICIAL GROUP ON CONTINGENCYPLANNING FOR HONG KONG MISC 140 part1 英國國家檔案館 的存檔，存档日期2025-07-23.
107. ↑  OFFICIAL GROUP ON CONTINGENCYPLANNING FOR HONG KONG MISC 140 part2 英國國家檔案館 的存檔，存档日期2025-07-23.
108. ↑  . 蘋果日報. 2014-05-17  [2018-03-26]. （原始内容存档于2018-03-16）. （页面存档备份，存于）
109. ↑   (PDF). 香港立法局. 1990-10-10  [2009-02-27]. （原始内容存档 (PDF)于2009-05-30）. （页面存档备份，存于）
110. ↑   (PDF). 香港保安局 (报告) (香港政府統計處). 2008-09  [2018-04-23]. （原始内容存档 (PDF)于2018-10-12）. （页面存档备份，存于）
111. ↑  李鴻彥. . am730. 2014-07-08  [2020-09-22]. （原始内容存档于2019-05-02）. （页面存档备份，存于）
112. ↑  蔡錦源. . 立場新聞. 2016-04-28  [2020-09-22]. （原始内容存档于2019-08-19）. （页面存档备份，存于）
113. 1 2  Editor. . recall-hk. 2024-03-28  [2025-06-12] （英语）.
114. 1 2  林劍. . 香港01. 2020-05-26  [2025-06-12] （中文（香港））.
115. ↑  . 七十年代雜誌社. 1989 （中文）.
116. 1 2  . Matters.   [2022-06-18]. （原始内容存档于2022-06-29） （中文（繁體））. （页面存档备份，存于）
117. ↑  陳文龍. . The News Lens 關鍵評論網. 2018-06-26  [2022-06-18]. （原始内容存档于2022-07-09） （中文（臺灣））. （页面存档备份，存于）
118. ↑   (PDF). 香港大學中文系 (九龍城區議會). 2005年11月  [2018-03-27]. （原始内容 (PDF)存档于2015-12-08）. （页面存档备份，存于）
119. ↑  九龍城寨史話 三聯書店(香港)出版 ISBN 978-962-04-0682-9
120. ↑   (PDF), 立法局會議過程正式紀錄, 1989-10-11: 24  [2010-09-04], （原始内容存档 (PDF)于2009-05-30） （页面存档备份，存于）
121. ↑  . 人民日报. 1 July 1997  [10 March 2025].
122. ↑  . 人民日報 (中国网). 1997-07-07  [2017-07-07]. （原始内容存档于2013-05-20）. （页面存档备份，存于）
123. ↑  . 自由亞洲電台. 2022-03-25  [2022-03-28]. （原始内容存档于2022-07-09）. （页面存档备份，存于）
124. ↑  . 東方日報. 2022-03-26  [2022-03-28]. （原始内容存档于2022-07-09）. （页面存档备份，存于）
125. ↑  . 明報. 2022-03-25  [2022-03-28]. （原始内容存档于2022-07-09）. （页面存档备份，存于）
126. ↑  林祖偉. . BBC中文. 2022-01-11  [2022-03-28]. （原始内容存档于2022-07-13）. （页面存档备份，存于）
127. ↑  美國在台協會：文獻篇: 美國國務卿瑪德蘭．歐布萊特一九九七佛萊斯特講座：美國在東亞的原則與目標美國海軍官校馬里蘭州安納波里斯市一九九七年四月十五日 （页面存档备份，存于）
128. ↑  美商務部撤銷香港特殊地位 取消出口證豁免 （页面存档备份，存于），經濟日報，2020-6-30
129. ↑  蕭偉基. . 《亞洲週刊》. 2016-03-28  [2018-10-04]. （原始内容存档于2018-10-04）. （页面存档备份，存于）
130. ↑  .   [2012-09-30]. （原始内容存档于2013-10-02）. （页面存档备份，存于）
131. ↑  .   [2012-09-30]. （原始内容存档于2019-05-03）. （页面存档备份，存于）

## 外部連結
- 維基教科書中有關zh:中華民國法律註解/護照條例/2000年的文本